# Moszczanica (obwód wołyński)
Moszczanica (ukr. Мощаниця) – wieś na Ukrainie, w obwodzie wołyński, w rejonie łuckim.
Do 2020 w rejonie kiwereckim. 